# Songwriters Hall of Fame
Die Songwriters Hall of Fame ist eine Organisation mit Sitz in New York City zu Ehren verdienter Songschreiber in der populären Musik.

## Geschichte und Zielsetzungen
Die Songwriters Hall of Fame wurde 1969 von Songwriter Johnny Mercer und den Musikverlegern Abe Olman und Howie Richmond ins Leben gerufen, um herausragende Komponisten und Texter populärer Musik zu ehren und ihr Werk und ihren Nachlass für künftige Generationen zu bewahren und zu erschließen.
Zu diesem Zweck stellt die Organisation Biografien und Werkverzeichnisse ihrer Mitglieder zusammen und sammelt systematisch auch deren Nachlässe mit dem Ziel, diese Materialien in einem Museums- und Archivgebäude der Öffentlichkeit zugänglich zu machen. Die Finanzierung des Projekts erfolgt ausschließlich auf Spendenbasis. Eine physische Galerie findet sich seit 2010 im The Grammy Museum in Los Angeles.
Auf Gründungspräsident Mercer folgte 1973 Sammy Cahn, der zur Unterstützung des Projekts die National Academy of Popular Music ins Leben rief. Nach Cahns Tod stand von 1993 bis 1998 Frank Sinatra als „Chairman emeritus“ der Organisation vor. Heute wird die Organisation von einem achtköpfigen Vorstand und einem 22-köpfigen Board of Directors geleitet. CEO und Präsidentin der Songwriters Hall of Fame ist derzeit Linda Moran.

### Ehemalige Vorsitzende
- 1993–1998: Frank Sinatra
- 2010–2014: Jimmy Webb
- 2015–2018: Kenneth Gamble & Leon Huff

### Ehemalige Präsidenten
- 1969–1973: Johnny Mercer (Gründungspräsident)
- 1973–1993: Sammy Cahn
- 1993–1999: Bobby Weinstein
- 2000–2002: Al Feilich

## Jährliche Auszeichnungen
Die Songwriters Hall of Fame vergibt in Zusammenarbeit mit der National Academy of Popular Music jährlich mehrere verschiedene Auszeichnungen, von denen die Wahl neuer Mitglieder in die Hall of Fame die wichtigste ist. Die übrigen Preise werden teilweise auch an Nichtmitglieder verliehen. Die Preisträger werden jeweils im Februar des laufenden Jahres bekanntgegeben; die Zeremonie erfolgt im Juni im Rahmen einer Galaveranstaltung in New York.
Songwriters Hall of Fame Membership
Aufgenommen werden einzelne Songwriter, Songwriter-Teams und zuweilen Bands.
Johnny Mercer Award
Dieser Preis wird nur an Künstler vergeben, die bereits zuvor in die Hall of Fame aufgenommen wurden, aber darüber hinaus insgesamt ein Werk von besonderer Güteklasse in der Tradition Johnny Mercers geschaffen haben.
Sammy Cahn Lifetime Achievement Award
Dieser Preis wird an Künstler für ihr Lebenswerk vergeben.
Abe Olman Publisher Award
Dieser Preis wird an Musikproduzenten vergeben, die in ihrer Funktion besonders herausragende Musikstücke betreut haben.
Hal David Starlight Award
Dieser Preis wird an Nachwuchskünstler vergeben, die sich bereits um die populäre Musik verdient gemacht haben.
Howie Richmond Hitmaker Award
Dieser Preis wird für Sänger oder Persönlichkeiten aus der Musikindustrie vergeben, die über einen längeren Zeitraum hinweg für besonders erfolgreiche Hits verantwortlich zeichneten.
Towering Song Award
Dieser Preis wird den Autoren eines Songs zuteil, der allgemein über einen längeren Zeitraum hinweg Musikgeschichte geschrieben und die Musikkultur in den Vereinigten Staaten beeinflusst hat.

## Mitglieder der Songwriters Hall of Fame
Insgesamt 459 Mitglieder waren bis 2023 in die Hall of Fame aufgenommen.
1970: Fred Ahlert, Ernest Ball, Katharine Lee Bates, Irving Berlin, William Billings, James A. Bland, James Brockman, Lew Brown, Nacio Herb Brown, Alfred Bryan, Joe Burke, Johnny Burke, Anne Caldwell, Harry Carroll, Sidney Clare, Will D. Cobb, George M. Cohan, Con Conrad, Sam Coslow, Hart Pease Danks, Reginald De Koven, Peter DeRose, Buddy De Sylva, Mort Dixon, Walter Donaldson, Paul Dresser, Dave Dreyer, Al Dubin, Vernon Duke, Raymond B. Egan, Daniel Decatur Emmett, Ted Fiorito, Fred Fisher, Stephen Foster, George Gershwin, Gus Edwards, L. Wolfe Gilbert, Mack Gordon, Patrick Gilmore, Ferde Grofé, Woody Guthrie, Oscar Hammerstein, W. C. Handy, James F. Hanley, Otto Harbach, Charles K. Harris, Lorenz Hart, Ray Henderson, Victor Herbert, Joe Howard, Julia Howe, Carrie Jacobs Bond, Howard Johnson, James P. Johnson, James Weldon Johnson, Arthur Johnston, Isham Jones, Scott Joplin, Irving Kahal, Gus Kahn, Bert Kalmar, Jerome Kern, Francis Scott Key, Leadbelly, Sam M. Lewis, Frank Loesser, Ballard MacDonald, Edward Madden, Joseph McCarthy, Jimmy McHugh, George W. Meyer, James V. Monaco, Theodore F. Morse, Neil Moret, Lewis F. Muir, Ethelbert Nevin, Jack Norworth, Chauncey Olcott, John Howard Payne, James Lord Pierpont, Lew Pollack, Cole Porter, Ralph Rainger, Jimmie Rodgers, Harry Revel, Eben E. Rexford, Richard Rodgers, Sigmund Romberg, George F. Root, Billy Rose, Vincent Rose, Harry Ruby, Bob Russell, Jean Schwartz, Harry B. Smith, Samuel Francis Smith, Ted Snyder, John Philip Sousa, Andrew B. Sterling, Harry Tierney, Charles Tobias, Roy Turk, Egbert Van Alstyne, Albert Von Tilzer, Harry Von Tilzer, Fats Waller, Samuel A. Ward, Kurt Weill, Percy Wenrich, Richard Whiting, Clarence Williams, Hank Williams, Spencer Williams, Septimus Winner, Harry M. Woods, Henry Clay Work, Allie Wrubel, Vincent Youmans, Joe Young, Rida Johnson Young, Victor Young
1971: Harold Arlen, Hoagy Carmichael, Duke Ellington, Dorothy Fields, Rudolf Friml, Ira Gershwin, Alan Jay Lerner, Johnny Mercer, Jimmy Van Heusen, Harry Warren
1972: Harold Adamson, Milton Ager, Burt Bacharach, Leonard Bernstein, Jerry Bock, Irving Caesar, Sammy Cahn, J. Fred Coots, Hal David, Howard Dietz, Sammy Fain, Arthur Freed, Haven Gillespie, John Green. Yip Harburg. Sheldon Harnick. Ted Koehler, Burton Lane, Edgar Leslie, Frederick Loewe, Joseph Meyer, Mitchell Parish, Andy Razaf, Leo Robin, Arthur Schwartz, Pete Seeger, Carl Sigman, Jule Styne, Ned Washington, Mabel Wayne, Paul Francis Webster, Jack Yellen
1975: Louis Alter, Mack David, Benny Davis, Edward Eliscu, Bud Green, Lou Handman, Edward Heyman, Jack Lawrence, Stephen Sondheim
1977: Ray Evans, Jay Livingston
1980: Alan Bergman, Marilyn Bergman, Betty Comden, Adolph Green, Herb Magidson
1981: Cy Coleman, Jerry Livingston, Johnny Marks
1982: Rube Bloom, Bob Dylan, Jerry Herman, Gordon Jenkins, Harold Rome, Jerry Ross, Paul Simon, Al Stillman, Meredith Willson
1983: Harry Akst, Ralph Blane, Ervin Drake, Fred Ebb, Bob Hilliard, John Kander, Hugh Martin, Neil Sedaka, Harry Tobias, Alec Wilder, Stevie Wonder
1984: Henry Mancini, Maceo Pinkard, Billy Strayhorn, George David Weiss
1985: Saul Chaplin, Gene de Paul, Fred Rose, Mike Stoller, Charles Strouse
1984: Richard Adler, Bennie Benjamin, Neil Diamond, Norman Gimbel, Al Hoffman
1985: Kris Kristofferson, Jerry Leiber, Carolyn Leigh, Don Raye
1986: Chuck Berry, Boudleaux Bryant, Felice Bryant, Marvin Hamlisch, Buddy Holly, Jimmy Webb
1987: Sam Cooke, Gerry Goffin, Carole King, John Lennon, Barry Mann, Paul McCartney, Bob Merrill, Carole Bayer Sager, Cynthia Weil
1988: Leroy Anderson, Sir Noël Coward, Lamont Dozier, Brian Holland, Eddie Holland
1989: Lee Adams, Leslie Bricusse, Eddie DeLange, Anthony Newley, Roy Orbison
1990: Jim Croce, Michel Legrand, Smokey Robinson
1991: Jeff Barry, Otis Blackwell, Howard Greenfield, Ellie Greenwich, Antônio Carlos Jobim
1992: Linda Creed, Billy Joel, Elton John, Doc Pomus, Mort Shuman, Bernie Taupin
1993: Paul Anka, Mick Jagger, Bert Kaempfert, Herb Rehbein, Keith Richards
1994: Barry Gibb, Maurice Gibb, Robin Gibb, Otis Redding, Lionel Richie, Carly Simon
1995: Bob Crewe, Kenneth Gamble, Bob Gaudio, Leon Huff, Max Steiner, Andrew Lloyd Webber
1996: Charles Aznavour, John Denver, Ray Noble
1997: Harlan Howard, Jimmy Kennedy, Ernesto Lecuona, Joni Mitchell, Phil Spector
1998: John Barry, Dave Bartholomew, Fats Domino| Larry Stock, John Williams
1999: Bobby Darin, Peggy Lee, Tim Rice, Bruce Springsteen
2000: James Brown, Glenn Frey, Don Henley, Curtis Mayfield, James Taylor, Brian Wilson
2001: Eric Clapton, Willie Nelson, Dolly Parton, Diane Warren, Paul Williams
2002: Nickolas Ashford, Michael Jackson, Barry Manilow, Randy Newman, Valerie Simpson, Sting
2003: Phil Collins, John Deacon, Little Richard, Brian May, Freddie Mercury, Van Morrison, Roger Taylor
2004: Charles Fox, Al Green, Daryl Hall, Don McLean, John Oates, Barrett Strong, Norman Whitfield
2005: David Bowie, Steve Cropper, John Fogerty, Isaac Hayes, David Porter, Richard M. Sherman, Robert B. Sherman, Bill Withers
2006: Thom Bell, Henry Cosby, Marc Davis, Mac Davis, Will Jennings, Sylvia Moy, Michael Weil
2007: Don Black, Jackson Browne, Lord Burgess, Merle Haggard, Michael Masser, Teddy Randazzo, Bobby Weinstein
2008: Desmond Child, Albert Hammond, Loretta Lynn, Alan Menken, John Sebastian
2009: Jon Bon Jovi, Eddie Brigati, Felix Cavaliere, Roger Cook, David Crosby, Roger Greenaway, Galt MacDermot, Graham Nash
2010: Tom Adair, Philip Bailey, Leonard Cohen, Matt Dennis, Jackie DeShannon, Larry Dunn, David Foster, Johnny Mandel, Al McKay, Bob Marley, Laura Nyro, Sunny Skylar, Jesse Stone, Maurice White, Verdine White
2011: John Bettis, Garth Brooks, Tom Kelly, Leon Russell, Billy Steinberg, Allen Toussaint
2012: Tom Jones, Gordon Lightfoot, Don Schlitz, Harvey Schmidt, Bob Seger, Jim Steinman
2013: Lou Gramm, Tony Hatch, Mick Jones, Holly Knight, Joe Perry, J. D. Souther, Steven Tyler
2014: Ray Davies, Donovan, Graham Gouldman, Mark James, Jim Weatherly
2015: Bobby Braddock, Willie Dixon, Jerry Garcia, Robert Hunter, Toby Keith, Cyndi Lauper, Linda Perry
2016: Elvis Costello, Bernard Edwards, Marvin Gaye, Tom Petty, Nile Rodgers, Chip Taylor
2017: Kenneth Edmonds, Barry Gordy, James Harris III, Jay-Z, Robert Lamm, Terry Lewis, Max Martin, James Pankow
2018: Bill Anderson, Robert Bell, Ronald Bell, Ronald Bell, George Brown, Steve Dorff, Jermaine Dupri, Alan Jackson, John Mellenkamp, Allee Willis, James „JT“ Taylor
2019: Dallas Austin, Missy Elliott, Tom T. Hall, John Prine, Cat Stevens, Jack Tempchin
2022: Mariah Carey, Chad Hugo, Ernie Isley, Marvin Isley, O’Kelly Isley, Ronald Isley, Rudolph Isley, Chris Jasper, Annie Lennox, Steve Miller, Rick Novels, William Stevenson, Dave Stewart, Pharrell Williams
2023: Glen Ballard, Gloria Estefan, Jeff Lynne, Liz Rose, Teddy Riley, Snoop Dogg
2024: Hillary Lindsey, Prince, Timothy Mosley, Dean Pitchford, R.E.M., Steely Dan, Cindy Walker
2025: George Clinton, Ashley Gorley, Rodney Jerkins, Tom Johnston (The Doobie Brothers), Mike Love (The Beach Boys), Tony Macaulay, Michael McDonald (The Doobie Brothers), Patrick Simmons (The Doobie Brothers)